# Karlštejn
Le château fort de Karlštejn (en allemand et en français Karlstein), bijou de l'architecture fortifiée gothique, est l'un des châteaux les plus importants de Bohême. 
Il a été fondé par l'empereur Charles IV. Il a servi de trésor pour les joyaux de la couronne impériale du Saint-Empire romain germanique, de la couronne royale des États de Bohême et de diverses reliques.
Ce château est situé à Karlštejn à 25 km au sud-ouest du centre de Prague.
Il est classé monument historique.

## Histoire

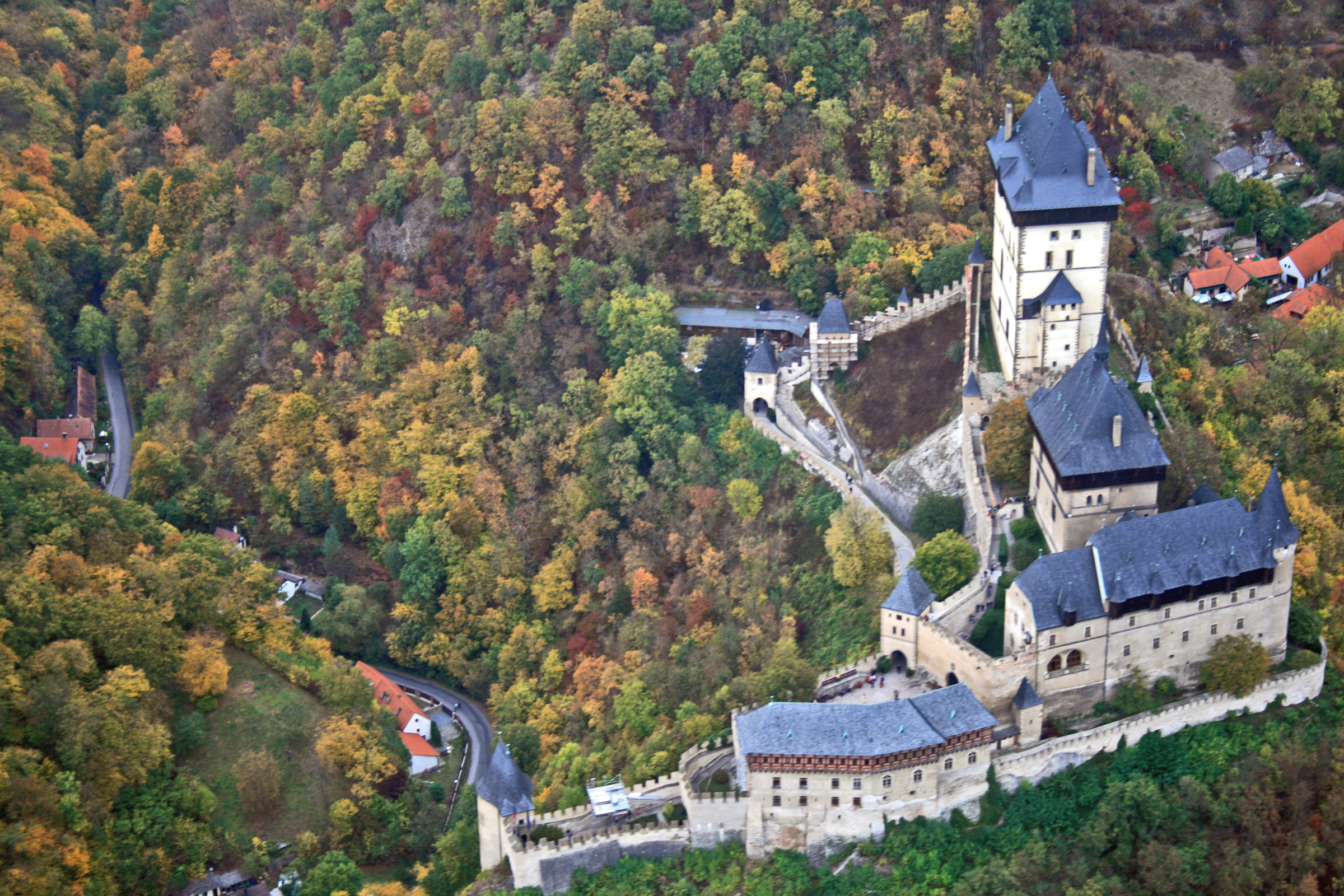
Vue aérienne.

Le château de Karlstein a été construit dans les années 1348 - 1357, fort probablement sur les plans de l'architecte Mathieu d’Arras. Il devait servir non seulement de résidence impériale où Charles IV pouvait se reposer, chasser ou recevoir des visiteurs importants mais aussi comme place-forte où abriter la collection de reliques précieuses de l'Empereur. Par la suite, il fut décidé d'y conserver aussi les joyaux de la couronne dans la chapelle de la Sainte-Croix — destinés à l'origine à être conservés dans un endroit spécialement construit pour eux dans la Nouvelle Ville de Prague,.
Au début des guerres hussites, l'empereur Venceslas Ier y fit abriter également les joyaux de la couronne tchèque — jusqu'alors dans la cathédrale de Prague — pour qu'ils ne tombent pas aux mains des insurgés hussites qui assiégèrent en vain le château de Karlstein en 1422. Son successeur Sigismond les emporta hors de Bohême. La couronne royale de Bohême, dite de Saint Venceslas ne revint qu'en 1436 quand Sigismond prit les rênes du pouvoir en Bohême. Elle y resta jusqu'en 1619 année où elle rejoint la chapelle de Saint-Venceslas au sein de la cathédrale Saint-Guy de Prague.
La fin des guerres hussites marque aussi celle de la grande époque de Karlstein. Les rois de Bohême cessent, après Venceslas Ier, de visiter leur château fort. Seule une petite garnison le défend.
En 1587 - 1597, une rénovation générale est entreprise après plus d'un siècle d'abandon. Beaucoup d'éléments architecturaux gothiques sont remplacés par d'autres de type Renaissance.
De 1877 à 1899, sur le modèle de ce qu'ont fait Napoléon III et Viollet-le-Duc au château de Pierrefonds ou plus tard Guillaume II au château du Haut-Koenigsbourg, François-Joseph Ier ordonne une reconstruction historicisante, dite puriste sous la houlette des architectes B. Schmidt et Joseph Mocker. Cette rénovation a donné au château son allure actuelle. Il ne s'agissait pas du tout d'un retour à l'état antérieur, mais d'une vision romantique de l'architecture gothique. Le journal tchèque Mladá Fronta Dnes écrit même que Charles IV ne le reconnaîtrait pas. Ils remettent donc en question sa candidature parmi les monuments de l'Unesco, en tant que château gothique. 
Depuis le XIXe siècle, ce château de Karlstein, renommé Karlštejn en tchèque, est ouvert aux touristes.

## Œuvres d'art
- Fresques de Tommaso da Modena (vers 1340).
- Peintures sur panneaux de bois dans la chapelle[1].
- Joyaux de la Couronne : une réplique de la couronne de saint Venceslas, sertie de perles, rubis, saphirs et émeraudes, peut ainsi être admirée. Vingt-deux rois tchèques ont porté la couronne[2].

## Localisation

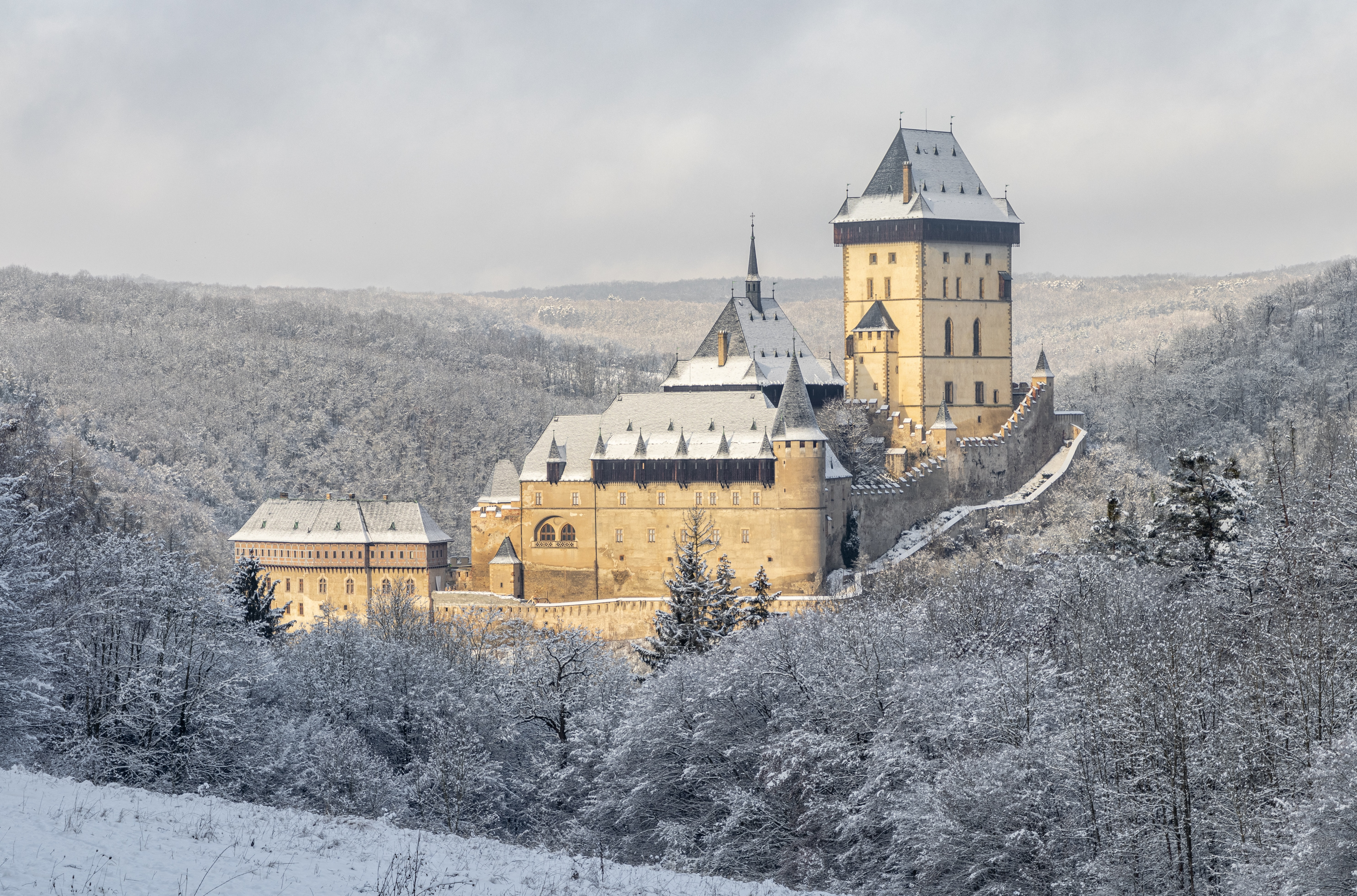
Le château en hiver.

Le château est situé à Karlštejn, à 8 km à l'est-sud-est de Beroun et à 25 km au sud-ouest du centre de Prague. Situé sur un éperon rocheux, il domine le village, inséré dans la vallée, et on y accède par la marche à pied.